# Margarida Balseiro Lopes

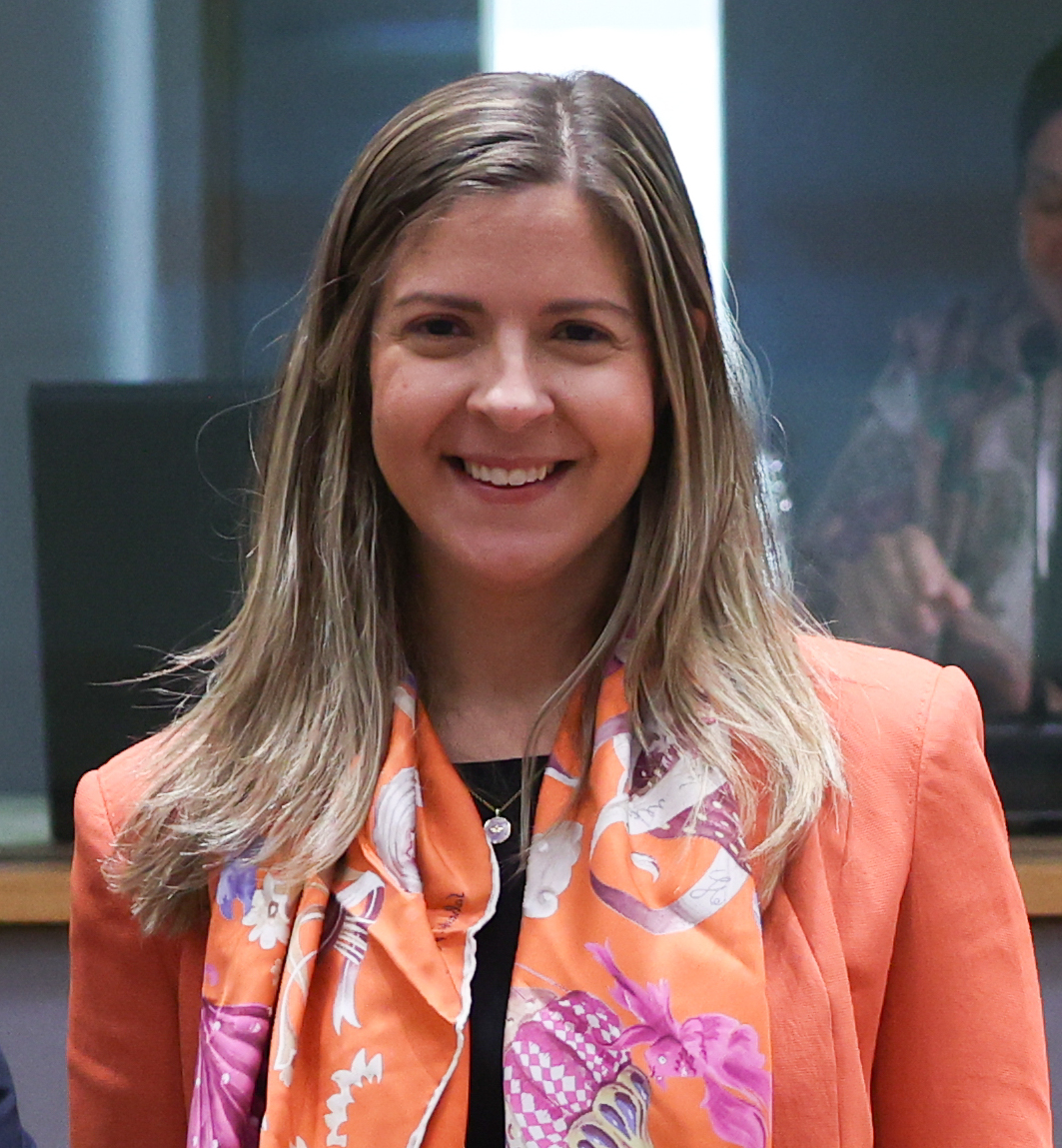
Margarida Balseiro Lopes (2024)

Ana Margarida Balseiro de Sousa Lopes (* 24. September 1989 in Marinha Grande) ist eine portugiesische Politikerin (PSD) und seit 2025 portugiesische Ministerin für Kultur, Jugend und Sport. 

## Leben
Balseiro Lopez wurde als jüngste von vier Geschwistern eines Journalisten und einer Kindergärtnerin geboren. Nach ihrem Schulabschluss studierte sie Rechtswissenschaften an der Universität Lissabon. An der Katholischen Universität Portugal erwarb sie zudem einen Masterabschluss in Recht und Management. Ab 2012 arbeitete sie als Steuerberaterin bei einer international tätigen Kanzlei, 2022 wechselte sie als Steuerberaterin zu Deloitte. Nebenbei ist sie Doktorandin an der juristischen Fakultät der Katholischen Universität Lissabon.

## Politik
Bereits als Schülerin trat Balseiro Lopes in die Juventude Social Democrata (JSD), die Jugendorganisation der Partido Social Democrata (PSD) ein und reaktivierte die Ortsgruppe in ihrer Heimat im Distrikt Leiria. 2015 wurde sie für die PSD als Abgeordnete in die Assembleia da República gewählt. Dort war sie Mitglied im Haushalts- und Finanzausschuss, war aber auch mit Fragen der Bildung und Hochschulbildung befasst und setzte sich für die Belange von Jugend- und Studentenverbänden, für die Gleichstellung der Geschlechter und die Interessen von Pflegefamilien ein. 2018 übernahm sie als erste Frau den Vorsitz der JSD; diese Stellung hatte sie bis 2020 inne. Seit 2022 ist sie Vizepräsidentin der PSD. 
Vom 2. April 2024 bis zum 5. Juni 2025 war sie im Kabinett Montenegro I Ministerin für Jugend und Modernisierung. Sie war damit die jüngste Ministerin der portugiesischen Geschichte. Als eines der Hauptanliegen ihrer Amtszeit sah sie die Schaffung bezahlbaren Wohnraums insbesondere für jüngere Menschen. Seit 5. Juni 2025 ist sie Ministerin für Kultur, Jugend und Sport im Kabinett Montenegro II. 